# Luís José de Carvalho e Melo
Luís José de Carvalho e Melo, primeiro visconde com grandeza da Cachoeira (Bahia, 6 de maio de 1764 — Rio de Janeiro, 6 de julho de 1826), foi um político e magistrado brasileiro. Foi o 11º ministro do Superior Tribunal Militar e o terceiro Ministro das Relações Exteriores da história do Brasil independente, sendo signatário do Tratado do Rio de Janeiro de 1825, que reconheceu a Independência do Brasil e formalmente pôs fim à Guerra de Independência.
Filho de Eusébio João de Carvalho e Antônia Maria de Melo, casado com Ana Vidal Carneiro da Costa, e pai de Luís José de Carvalho e Melo Filho e Pedro Justiniano Carneiro de Carvalho e Melo, respectivamente segundo e terceiro viscondes de Cachoeira.
Formou-se em direito, na Universidade de Coimbra, foi magistrado no Rio de Janeiro, deputado à Constituinte de 1823. Também foi ministro no 3º gabinete do Império (1823 a 1825). Escreveu os estatutos que organizaram os cursos jurídicos do Brasil, na sua criação.
Foi escolhido senador na 1ª legislatura, em 1826, sem ter vindo a de fato exercer o cargo, tendo falecido logo após a escolha.
Luís José de Carvalho e Melo era dignitário da Imperial Ordem do Cruzeiro, comendador das Ordens de Cristo e da Conceição, além de ministro e secretário de Estado dos Negócios Estrangeiros.